# John Davenport Siddeley
John Davenport Siddeley, senare Baron Kenilworth, född 1866, död 1953, var en brittisk företagsledare som var verksam inom fordonsindustrin. Hans verksamhet blev senare ena delen av Hawker Siddeley.
Siddeley arbetade på Humber Cycle Company och var senare på Dunlop. 1902 grundade han Siddeley Autocar Company som 1905 togs över av Wolseley Motors. Företaget fick namnet Wolseley-Siddeley men 1909 lämnade Siddeley och började på Deasy Motor Company. Under första världskriget började bolaget tillverka flygplansmotorer. 1935 slogs Siddeleys bolag samman med Hawker Aircraft och bildade Hawker Siddeley.